# Gavignano (Laci)
Gavignano és un comune (municipi) de la ciutat metropolitana de Roma, a la regió italiana del Laci, situat uns 50 km al sud-est de Roma, en un turó dels Monti Lepini. L'1 de gener de 2018 tenia 1.905 habitants.
Gavignano limita amb els municipis de Colleferro, Montelanico, Anagni, Gorga, Paliano i Segni.

## Història
Dins del municipi hi ha un jaciment arqueològic d'una vil·la romana de l'època republicana, la vila "Rossilli", que es creu que era una casa rural de la família Julii. A Rossilli també hi ha una abadia històrica, construïda pels benedictins al segle xii.
El papa Innocenci III va néixer a la població el 1160.